# Villa Pucara
Villa Pucara ist eine Ortschaft im Departamento Cochabamba im südamerikanischen Andenstaat Bolivien.

## Lage im Nahraum
Villa Pucara liegt in der Provinz Ayopaya und ist eine Ortschaft im Cantón Ayopaya im Municipio Ayopaya. Die Ortschaft liegt am Osthang des Cerro Huaychani (3306 m) auf einer Höhe von 3201 m an einem Zufluss zum Río Khora Mayu, der in nördlicher Richtung über den Río Molina Mayu und den Río Khatu zum Río Sacambaya fließt. Zur Ortschaft gehört die Bildungseinrichtung „Unidad Educativa Villa Pucara“.

## Geographie
Villa Pucara liegt zwischen der Cordillera Mazo Cruz und der Cordillera del Tunari, einem nordwestlichen Teilabschnitt der Cordillera Oriental. Das Klima ist ein typisches Tageszeitenklima, bei dem die Temperaturschwankungen zwischen Tag und Nacht deutlicher ausfallen als zwischen den Jahreszeiten.
Die Jahresdurchschnittstemperatur der Region liegt bei knapp 15 °C (siehe Klimadiagramm Independencia) und schwankt im Jahresverlauf zwischen 11 °C im Juni/Juli und 17 °C im November/Dezember. Der jährliche Niederschlag liegt bei etwa 750 mm, wobei einer Trockenzeit von Mai bis August mit Monatsniederschlägen unter 20 mm eine ausgeprägte Feuchtezeit gegenübersteht, in der von Dezember bis März die Monatswerte deutlich über 100 mm hinausgehen.

## Verkehrsnetz
Villa Pucara liegt in einer Entfernung von 201 Straßenkilometern nordwestlich von Cochabamba, der Hauptstadt des Departamentos.
Durch Villa Pucara führt die unbefestigte Nationalstraße Ruta 25, die in südöstlicher Richtung von La Paz über Chulumani und Villa Pucara nach Independencia und weiter nach Cochabamba führt. In Villa Pucara zweigt eine Nebenstraße in östlicher Richtung über Kuti Challani nach Saylapata, Carhuani und Sivingani ab.

## Bevölkerung
Die Einwohnerzahl der Ortschaft ist in dem Jahrzehnt zwischen den beiden letzten Volkszählungen um knapp ein Sechstel angestiegen:
| Jahr | Einwohner         | Quelle       |
| ---- | ----------------- | ------------ |
| 1992 | keine Detaildaten | Volkszählung |
| 2001 | 161               | Volkszählung |
| 2012 | 184               | Volkszählung |
| 2024 |                   | Volkszählung |

Der überwiegende Teil der örtlichen Bevölkerung gehört dem indigenen Volk der Quechua an, im Municipio Ayopaya sprechen 97,9 Prozent der Bevölkerung Quechua.